# Dinotoperla kirrama
Dinotoperla kirrama är en bäcksländeart som beskrevs av Günther Theischinger 1982. Dinotoperla kirrama ingår i släktet Dinotoperla och familjen Gripopterygidae. Inga underarter finns listade i Catalogue of Life.